# Idiomas de Guinea Ecuatorial

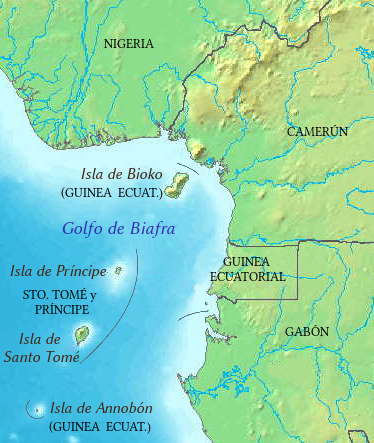
Mapa de Guinea Ecuatorial.

Los idiomas oficiales de Guinea Ecuatorial son: en primer lugar el español, en segundo el francés, en tercero, recientemente incorporado, el portugués. Guinea Ecuatorial es el primer país independiente donde el español y el francés son idiomas oficiales. La misma relación entre el español y el portugués, y también entre el francés y el portugués. Es el único país de África subsahariana donde el español es lengua oficial.
La actual Constitución de 1991 (reformada el 16 de febrero de 2012) en su articulado establece:

Artículo 4: Las lenguas oficiales de la República de Guinea Ecuatorial son el español, el francés y las que la Ley determine. Se  reconocen las lenguas autóctonas como integrantes de la cultura nacional.
Ley Fundamental de Guinea Ecuatorial.

Entre los idiomas autóctonos, se hablan el fang, el bubi y otras lenguas bantúes que, juntas, constituyen la lengua materna de la mayor parte de la población.

## Lenguas de origen europeo

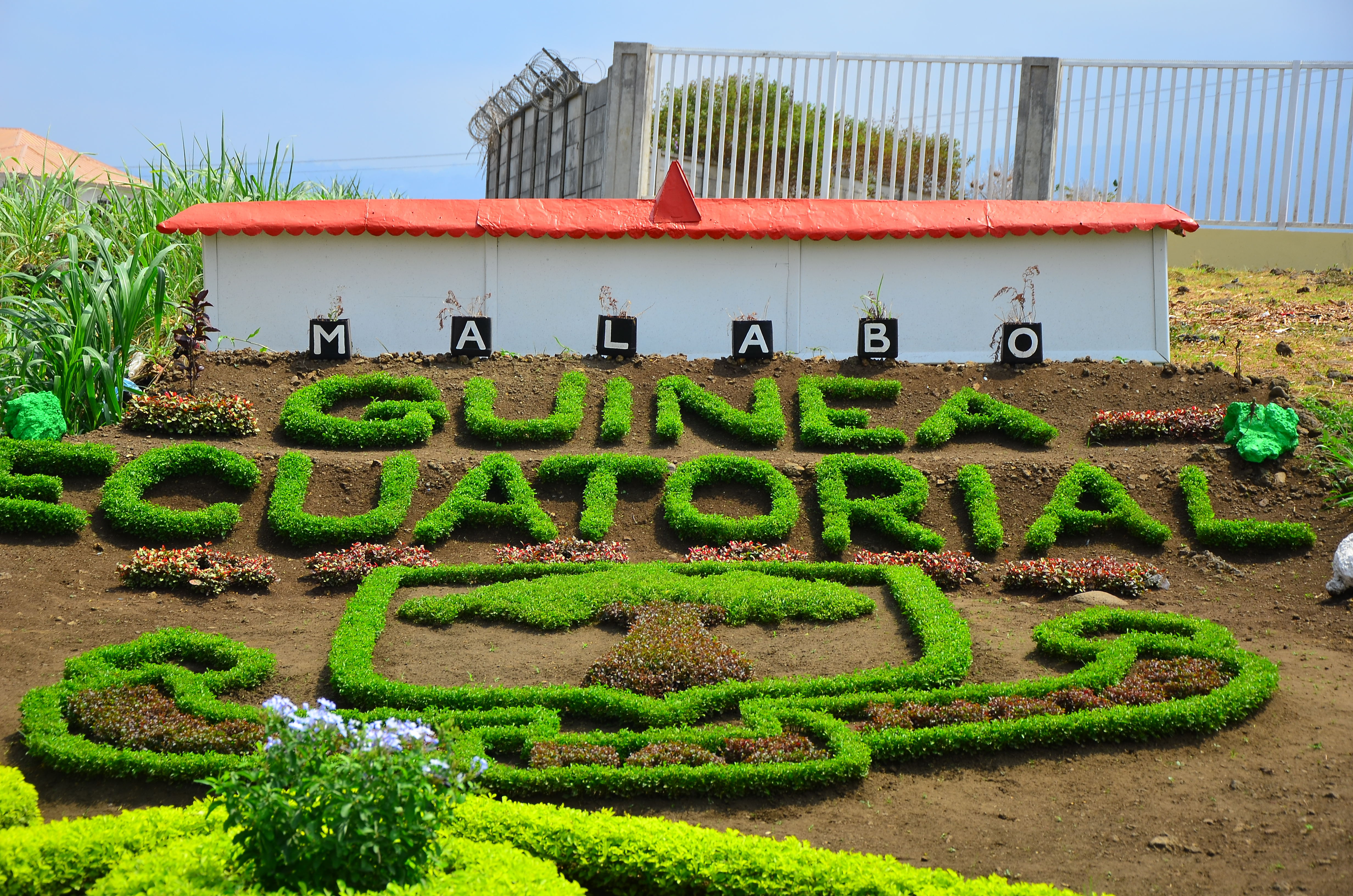
Inscripción Floral con el nombre del país en Español en Malabo, Guinea Ecuatorial

### Español

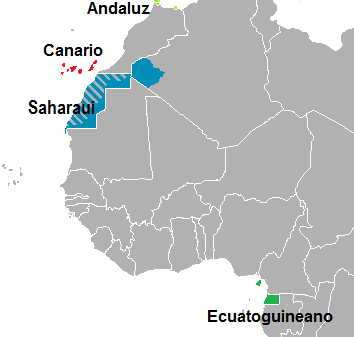
El español en África.

El español es el idioma del sistema educativo, debido a lo cual la mayoría de la población (cerca del 88 %) puede hablarlo, pero solo en torno a un 10-15 % de la población tiene un nivel alto de competencia en el lenguaje.
Si bien durante la administración colonial se estableció la obligatoriedad para los Administradores territoriales de acreditar conocimiento de idiomas indígenas a partir de la 2.ª campaña, bonificaciones por conocimiento y acreditación «ante Tribunal competente designado por el Gobernador general y mediante-examen oral y público», el español fue idioma oficial desde 1844 a los años 1970. Durante un breve período en los años 1970, el español fue declarado lengua «importada» y se prohibió su uso, tampoco existía en Guinea Ecuatorial ninguna academia de la lengua española como en el resto de los países que tienen el castellano como lengua oficial. A partir del 3 de agosto de 1979 se volvió a declarar lengua oficial. 
El gobierno de Guinea Ecuatorial creó una Academia Ecuatoguineana de la Lengua Española en octubre de 2013, que posteriormente pasó a formar parte de la Asociación de Academias de la Lengua Española; el establecimiento de un programa que refuerza la difusión del español en los medios de comunicación social y el reforzamiento de los cursos de castellano para extranjeros ya establecidos por la Universidad Nacional de Guinea Ecuatorial. Los centros culturales de España en Malabo y Bata cuentan con una encomienda de gestión del Instituto Cervantes para la realización de exámenes de los Diplomas de Español como Lengua Extranjera. El campus ecuatoguineano de la Universidad Nacional de Educación a Distancia-UNED imparte igualmente docencia de español para extranjeros, así como Francés y Portugués a través del CUID.
En julio de 2022, el Instituto Cervantes organizó en el Centro Cultural de España en Malabo la 15.ª Tribuna del Hispanismo, dedicada al hispanismo ecuatoguineano. En la misma, Luis García Montero anunció la "próxima apertura de un observatorio del Español en África con sede en Malabo".

### Francés
Desde 1998, el francés también es lengua oficial de la Guinea Ecuatorial, al integrarse en la Comunidad Económica y Monetaria de África Central por la circulación monetaria (Franco CFA). El francés se adoptó como lengua oficial, aunque en la práctica su uso es muy minoritario y se adoptó para poder pertenecer a la Comunidad de estados francófonos, con los beneficios de aperturas de mercado que ello significa.

### Portugués
El portugués se oficializó el 18 de julio de 2007 como tercer idioma en la Guinea Ecuatorial, con el fin de adquirir la plena membresía de la CPLP (Comunidad de Países de Lengua Portuguesa). El país deseaba además el apoyo de los ocho países miembro (Angola, Brasil, Cabo Verde, Guinea-Bissau, Mozambique, Portugal, Santo Tomé y Príncipe y Timor Oriental) para difundir la enseñanza del idioma portugués en el país, para una formación profesional de sus estudiantes y que éstos pudieran ser mejor considerados por los países de la comunidad lusófona. El 20 de julio de 2012, la CPLP rechazó de nuevo la solicitud de Guinea Ecuatorial para ser considerada miembro de pleno derecho, pero fue finalmente aceptada durante la cumbre de Dili, en Timor Oriental, el 23 de julio de 2014.
El criollo annabonense, desarrollado autóctonamente en Annobón tiene también una base léxica portuguesa.

## Uso en Internet

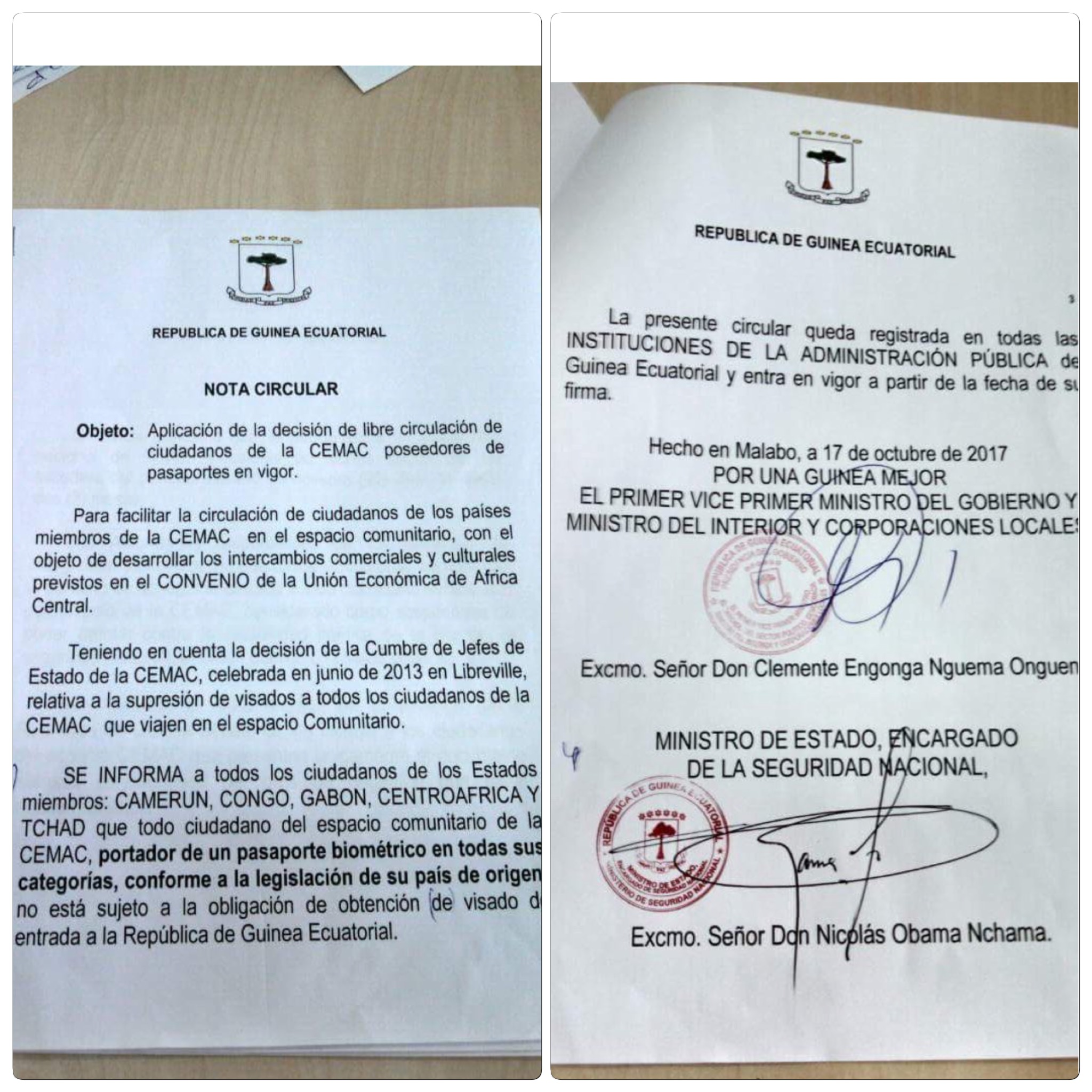
Documento en español emitido por el Gobierno de Guinea Ecuatorial

| # | Idioma    | Porcentaje (2013) | Porcentaje (2016) | Porcentaje (2018) |
| - | --------- | ----------------- | ----------------- | ----------------- |
| 1 | Español   | 42,4 %            | 78,8 %            | 95,0 %            |
| 2 | Inglés    | 24,2 %            | 20 %              | 5,0 %             |
| 3 | Francés   | 25,2 %            | 1,2 %             | -                 |
| 4 | Mandarín  | 2 %               | -                 | -                 |
| 5 | Portugués | 1 %               | -                 | -                 |
| 6 | Ruso      | 1 %               | -                 | -                 |
| - | Otros     | 4 %               | -                 | -                 |

| # | Idioma  | Porcentaje |
| - | ------- | ---------- |
| 1 | Español | 57 %       |
| 2 | Francés | 25 %       |
| 3 | Inglés  | 13 %       |
| - | Otros   | 5 %        |

## Lenguas autóctonas
Se reconocen las lenguas aborígenes como integrantes de la cultura nacional (Ley constitucional N.º 1/1998 del 21 de enero): fang hablado también en zonas de Camerún, Gabón y República Democrática del Congo; bubi, en la isla de Bioko; balengue en la Región Continental; ibo e inglés criollo (pichi, pichinglis < Pidgin English) también en Bioko, y el bisio-bujeba. La lengua benga-ndowé (también llamada kombe o ngumbi) pertenece al grupo de los ndowé situados en la zona costera de la parte continental del país, y está relacionada con el bubi. El pichi no tiene reconocimiento oficial y no existen estadísticas fiables pero probablemente tiene más hablantes que las lenguas autóctonas excepto quizá el fang.

### Fang

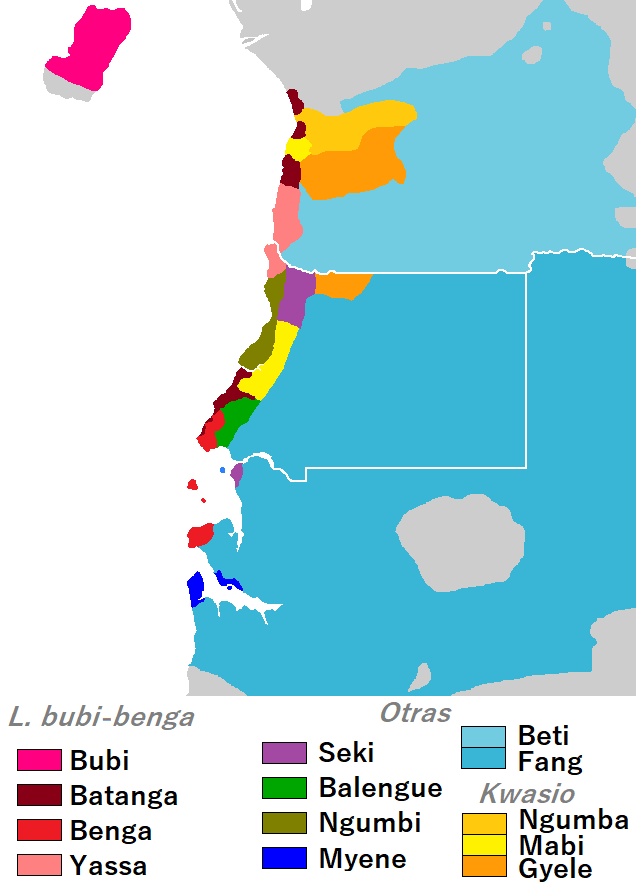
Lenguas africanas de Guinea Ecuatorial y su entorno. No incluidas las lenguas europeas y criollas.

El idioma fang es la principal lengua del territorio continental de Guinea Ecuatorial, tiene más de un millón de hablantes de los cuales casi 300 000 son ecuatoguineanos. Es una lengua bantú del área geográfica A (en la clasificación de Guthrie).

### Lenguas bubi-benga
El idioma bubi es la principal lengua de la isla de Bioko, hacia 1995 el número de hablantes se estimaba en 40 000. Es una lengua bantú del área geográfica A (en la clasificación de Guthrie).
El benga se habla en el litoral sur del río Muni entre los ndowé por unas 3000 personas y se considera claramente emparentado con el bubi. 
También el batanga hablado al norte del benga por unas 9000 personas en Guinea Ecuatorial (en Gabón habría otros 6000 hablantes). Se habla en parte sur de la región litoral de Río Muni. Se considera relacionado con el benga. 
El yasa (también llamado yassa o lyassa) se considera también una lengua bubi-benga hablada por unas 900 personas (2000).

### Seki
El seki (también llamado baseke o seke) es hablado por unas 11 000 personas (2001). En el norte junto a la frontera con Camerún sólo cuentan con tres comunidades o pueblos en Guinea Ecuatorial de los que cabe citar Yengue, Ngonamanga y Viadibe (existe otro grupo de hablantes de seki en Gabón). Es una lengua bantú del área geográfica B (en la clasificación de Guthrie).

### Kwasio-Bujeba
El kwasio, bissio o bujeba es hablado por menos de 10 mil personas (en 1982 el número de hablantes censados fue 8500). Se habla en la región litoral de Río Muni aunque no en la línea de costa que es ocupada por los «playeros» o ndowé. Es una lengua bantú del área geográfica A (en la clasificación de Guthrie).

### Balengue
El idioma balengue, molengue o lengue, es una lengua hablada en el sur de Guinea Ecuatorial por unas mil personas en 2002. Es una lengua bantú del área geográfica B (en la clasificación de Guthrie), aunque otros autores consideran que es una lengua bantú noroccidental pendiente de clasificar correctamente.

## Pidgins y criollos
Los pidgins y criollos son lenguas desarrolladas autóctonamente pero cuyo origen y desarrollo se debe al contacto con los colonizadores europeos. En el territorio de Guinea Ecuatorial existen dos de estas lenguas:
- El annobonés hablado en la Isla de Annobón
- El Pidgin English de África occidental hablado especialmente en las regiones fronterizas con Camerún.

### Pichi
El pichi (pichinglis) deriva de la lengua criolla krio, que llegó por primera vez a la isla de Bioko llevado por los pobladores africanos que venían de Freetown, Sierra Leona, en 1827. El pichi es el segundo idioma más hablado en el país, solo por detrás del fang y seguido de cerca por el bubi. Empleada principalmente por los fernandinos, grupo étnico establecido en Bioko.